# La Piedad Cavadas
La Piedad Cavadas är en kommunhuvudort i Mexiko.   Den ligger i kommunen La Piedad och delstaten Michoacán de Ocampo, i den centrala delen av landet, 300 km väster om huvudstaden Mexico City. La Piedad Cavadas ligger 1 636 meter över havet och antalet invånare är 70 238.
Terrängen runt La Piedad Cavadas är platt åt nordost, men åt sydväst är den kuperad. La Piedad Cavadas ligger nere i en dal. Runt La Piedad Cavadas är det ganska tätbefolkat, med 104 invånare per kvadratkilometer. La Piedad Cavadas är det största samhället i trakten. Trakten runt La Piedad Cavadas består till största delen av jordbruksmark.